# Jan Grebenc
Jan Grebenc, slovenski rokometaš, * 18. avgust 1992. 
Grebenc je desno roki rokometaš, ki igra na zunanjem položaju, predvsem levem. 

## Igralna kariera

### Klub

#### Ribnica
Do leta 2017 je bil član slovenskega prvoligaša RD Riko Ribnica, za katerega je igral skupaj z reprezentančnim kolegom Nikom Henigmanom. V tekmovalni sezoni 2016-17 so igrali tudi na mednarodni sceni, in sicer v Pokalu EHF. Tam je Jan na drugi tekmi, v gosteh proti romunski ekipi SCM Politehnica Timisoara, ob porazu 22 proti 27 prispeval šest zadetkov, kar je njegov dosedanji najboljši mednarodni dosežek.

#### Gorenje
Aprila 2017 je podpisal dveletno pogodbo z velenjskim Gorenjem. V klub je prišel poleg novega trenerja Željka Babića, ki ga bo tam treniral in vodil.

### Reprezentanca
V slovensko reprezentanco ga je konec leta 2016 vpoklical selektor Veselin Vujović. Priložnost je dobil, potem ko se je poškodoval Dean Bombač in Jan je januarja 2017 odpotoval na svoje prvo veliko tekmovanje, to je bilo Svetovno prvenstvo 2017 v Franciji.  Tam je bil nekakšen selektorjev adut, ki ga je uporabil šele v drugem, odločilnem delu tekmovanja. Tako je Grebenc nastopil na zadnjih štirih tekmah in na njih dosegel deset zadetkov. Največ, tri, na zadnjem srečanju proti Hrvaški, in te v odločilnem drugem polčasu, ko je bil med glavnimi akterji, ki so pripravili veliki preobrat po zaostanku in osvojili zgodovinsko bronasto medaljo.